# Bot (finanse)
BOT (Build, Operate and Transfer - buduj, eksploatuj, przekazuj) - forma finansowania i rozliczania projektów inwestycyjnych.

## Build-Operate-Transfer
Build, Operate and Transfer jest formą umowy, którą agencje rządowe podpisują kontrakt z oferentem na budowę pewnego obiektu (np. elektrowni), jednocześnie ustalając że wykonawca będzie użytkował wykonany obiekt przez określony czas i pobierał z niego pożytki, które będą stanowiły pokrycie kosztów budowy i zysk. Po upływie czasu wskazanego w umowie obiekt zostaje bezpłatnie przekazany agencji rządowej.

## Warianty
- Build-Transfer-Operate (BTO)
- Build-Rehabilitate-Operate-Transfer (BROT)
- Build-Lease-Transfer (BLT)